# Lynn Wesenbeek
Linda (Lynn) Wesenbeek (Brasschaat, 3 november 1962) is een Vlaamse journaliste en televisiepresentatrice. Ze won in 1987 de Miss België-verkiezing. Daarna ging ze werken bij de Vlaamse televisiemaatschappij VTM.
Bij de start van VTM in 1989 selecteerden Mike Verdrengh en Guido  Depraetere Wesenbeek om het gezicht van de omroep te worden. Zij presenteerde onder meer de programma's De nu of nooit show, Love Letters, Dierenplezier Waagstuk en Het Gala van het Gouden Oog. Voor Royalty deed ze verslaggeving over  koningshuizen over de hele wereld. Ze stelde het programma aanvankelijk zelf samen en reisde de wereld rond met de toenmalige kroonprins Filip. Daarna ging ze aan de slag op de redactie van Telefacts waar ze onder meer de spraakmakende reportage over kloonarts dr. Zavos maakte. Van 2004 tot 2012 was ze nieuwsanker bij het Het Nieuws
Na haar vertrek bij VTM ging Wesenbeek aan de slag als onafhankelijk journalist en moderator. Zo maakte ze onder meer voor Libelle TV de documentairereeks 'Geraakt', een serie internationale portretten. Na het ter ziele gaan van Libelle TV maakte Lynn Wesenbeek een zijstap naar het bedrijfsleven. Zo richtte ze in 2015 mee  de Belgische Federatie voor Robotica op. 
In 2018 keerde ze terug naar televisie: ze werd bij Kanaal Z aangetrokken als presentatrice van interviewprogramma Z-Talk.
In datzelfde jaar publiceerde ze met Kris Colpaert 50 Tinten Wijs; een boek over het wonderbaarlijke leven na 50. Daarvoor interviewde ze tal van bekende leeftijdsgenoten.
In 2019 stapte ze in de politiek. Voor Open Vld werd ze lijstduwer bij de Europese verkiezingen. Ze stopte hierdoor bij Kanaal Z. Ze behaalde ruim 53.000 voorkeurstemmen maar geraakte net niet verkozen. 
Sinds 2020 werd ze door de partij aangesteld als lid van de raad van bestuur van de VRT.
Ze richtte Studio Saudade op, waarmee ze sinds 2025 zelfgemaakte keramieken hoofden, bedoeld als designobject, verkoopt.
Wesenbeek was getrouwd met Open Vld-politicus Geert Versnick, met wie ze twee kinderen heeft.
- International Standard Name Identifier: 0000 0004 6765 0657
- Nederlandse Thesaurus van Auteursnamen: 418740836
- Virtual International Authority File: 32153288298332650575
- WorldCat: E39PBJt44FyMD7P6C98C4qMXVC